# Mellem Furesøen og Øresund
|  | Denne artikel er oprettet af botten Steenthbot ud fra en ekstern database. Den kan derfor have sproglige fejl eller mangler. Denne skabelon kan fjernes efter kontrol af indholdet. |

Mellem Furesøen og Øresund er en dansk naturfilm fra 1978 instrueret af Claus Bering.